# فدریکو گاتی
فدریکو گاتی (انگلیسی: Federico Gatti؛ زادهٔ ۲۴ ژوئن ۱۹۹۸) بازیکن فوتبال اهل ایتالیا است که برای باشگاه یوونتوس بازی می‌کند.
از باشگاه‌هایی که در آن بازی کرده‌است می‌توان به باشگاه یوونتوس، فروزینونه و ارورا پرو پاتریا اشاره کرد.